# Fredrik Barth
Thomas Fredrik Weybye Barth (22. prosince 1928, Lipsko – 24. ledna 2016, Oslo) byl norský sociální antropolog. Byl profesorem pěti univerzit, Bostonské, Harvardovy, Emoryho, Univerzity v Oslu a v Bergenu, kde založil katedru sociální antropologie. Proslul svou transakční analýzou politických procesů v údolí Svát v severním Pákistánu a studiem mikroekonomických procesů a podnikání v oblasti Dárfúru v Súdánu. Známé jsou také jeho terénní práce na Bali, Nové Guineji a v několika zemích Blízkého východu. Věnoval se také tématu etnicity. Odmítl, že etnicita je pevně ohraničenou entitou, za její nejdůležitější součást označil její hranici a vyslovil svou známou tezi, že skupinová identita je nejpevnější, když jednotliví členové překračují hranice nebo sdílejí identitu s lidmi ve více než jedné skupině. Tyto teze se staly pevnou ideovou součástí západoevropského multilkulturalismu a liberální levice.